# Pilar Godayol Nogué
Pilar Godayol Nogué (Manlleu, Osona, 2 de junio de 1968) es una escritora, ensayista, traductora jurada y profesora universitaria catalana.
Licenciada en Filología Inglesa por la Universidad de Barcelona, en 1998 se doctoró en Traducción e Interpretación por la Universidad Autónoma de Barcelona con la tesis Espais de frontera. Gènere i traducció, publicada por Eumo en 2000. Desde 1993, es profesora de la Universidad de Vic - Universidad Central de Cataluña, donde en 1999 cofundó el CEIG (Centro de Estudios Interdisciplinarios de Género) y en 2016 obtuvo una cátedra de Traducción. Desde 2001, coordina el grupo de investigación GETLIHC (Grupo de Estudios de Género: Traducción, Literatura, Historia y Comunicación) de la UVic-UCC.
Ha cultivado el género biográfico en Germanes de Shakespeare. 20 del XX (2003, 2019), Virginia Woolf. Cinc-centes lliures i una cambra pròpia (2005), Dones de Bloomsbury (2006), Moments femenins de la humanitat (2007), Viatgeres i escriptores (2011, 2018)y On són les dones: Vides i manifiestos (2024). Conjuntamente con Montserrat Bacardí, en 2011 editó el Diccionari de la traducció catalana, que recibió el Premi Crítica Serra d’Or de Recerca (2012) y actualmente está en abierto.
Ha escrito sobre la labor traductora de autoras catalanas como Montserrat Abelló, Maria Àngels Anglada, Maria Aurèlia Capmany, Josefa Contijoch, Maria-Mercè Marçal, Maria Antònia Salvà y Carme Serrallonga. Además de estudios literarios dedicados a escritoras, ha estudiado las traducciones y la recepción de autoras como Mary Wollstonecraft, Virginia Woolf, Katherine Mansfield, Simone de Beauvoir, Betty Friedan, Mary McCarthy y Juliet Mitchell. Destacan los libros Tres escritorias censurades. Simone de Beauvoir, Betty Friedan & Mary McCarthy (2017) y Feminismos y traducción (1965-1990) (2021). Forma parte de consejos de redacción científicos de revistas especializadas como Asparkía. Investigació feminista, Quaderns. Revista de Traducció i Reduccions. Revista de poesia.
Además de una veintena de libros, es autora de más de cien artículos especializados y capítulos de libro, centrados en la historiografía feminista, la historia de la traducción literaria y el feminismo, el género y la traducción, el género y la censura, los estudios biográficos femeninos y la literatura de autora y su recepción.

## Premios
- 2000: Premio de Investigación Humanística de la Fundació Enciclopèdia Catalana (con Montserrat Bacardí).

- 2012: Premi Crítica Serra d'Or d'Investigació por el Diccionari de la traducció catalana, editado con Montserrat Bacardí.[9]

- 2023: Premi Dones Inspiradores 2023 (El 9 Nou).[17][18]

## Obra Publicada
- 2001: Espais de frontera. Gènere i traducció. Vic: Eumo.

- 2001: Veus xicanes. Contes (editora i traductora). Vic: Eumo.

- 2002: Spazi di frontiera. Genere e traduzione (traductora Annarita Taronna). Bari: Palomar.

- 2003 (reeditado en 2019): Germanes de Shakespeare. 20 del XX. Vic: Eumo.

- 2005: Virginia Woolf. Cinc-centes lliures i una cambra pròpia. Barcelona: Pòrtic.

- 2005: Voci chicane. Mericans e altri racconti (editora) (traductora Annarita Taronna). Nardò: Besa.

- 2006: Dones de Bloomsbury. Castelló de la Plana: Publicacions de la Universitat Jaume I.

- 2006: Catalanes del XX (editora). Vic: Eumo.

- 2006: Traductores (con Montserrat Bacardí). Vic: Publicacions de la Universidad de Vic.

- 2007: Moments femenins de la humanitat. Barcelona: Mina.

- 2008: Traducción / Género / Poscolonialismo (coeditado con Patrizia Calefato). Buenos Aires: La Cruija.

- 2009: Una impossibilitat possible. Trenta anys de traducció als Països Catalans (1975-2005) (coeditado con Montserrat Bacardí). Vilanova i la Geltrú: El Cep i la Nansa.

- 2011: Diccionari de la traducció catalana (coeditado con Montserrat Bacardí). Vic: Eumo.

- 2011 (reeditado en 2018): Viatgeres i escriptores. Vic: Eumo.

- 2012: Converses amb catalanes d’avui (editora). Vic: Eumo.

- 2013: Les traductores i la tradició (con Montserrat Bacardí). Lleida: Punctum.

- 2016: Tres escriptores censurades. Simone de Beauvoir, Betty Friedan & Mary McCarthy. Lleida: Punctum.

- 2017: Traducció i franquisme (coeditado con Montserrat Bacardí). Lleida: Punctum.

- 2017: Tres escritoras censuradas. Simone de Beauvoir, Betty Friedan y Mary McCarthy (autotraducción). Granada: Comares.

- 2018: Foreign Women Authors under Fascism and Francoism. Gender, translation and censorship (coeditado con Annarita Taronna). Cambridge: Cambridge Scholars Publishing.

- 2020: Feminismes i traducció (1965-1990). Lleida: Punctum.

- 2021: Feminismos y traducción (1965-1990) (autotraducción). Granada: Comares.
- 2024: On són les dones? Vides i manifestos. Vic: Eumo.